# 합천군 (1988년 선거구)
합천군은 대한민국의 옛 국회의원 선거구이다. 당시 경상남도 합천군 지역을 관할했다.

## 역사
제13대 국회의원 선거를 앞두고 의령군·함안군·합천군 선거구에서 분리되어 신설되었다.
제15대 국회의원 선거를 앞두고 거창군 선거구와 통합되어 거창군·합천군 선거구를 형성하게 됨에 따라 폐지되었다.

## 역대 국회의원
| 선거   | 정당 | 정당       | 의원   |
| ------ | ---- | ---------- | ------ |
| 1988년 |      | 민주정의당 | 권해옥 |
| 1992년 |      | 민주자유당 | 권해옥 |

## 역대 선거 결과

### 대한민국 제13대 국회의원 선거
|  | 48.08% |

|  | 15.30% |

|  | 15.25% |

|  | 14.28% |

|  | 7.06% |

### 대한민국 제14대 국회의원 선거
|  | 39.83% |

|  | 34.45% |

|  | 22.63% |

|  | 3.06% |